# Kun Tamás (orvos)
Kókai Kun Tamás (Felsőnyárád, Gömör megye, 1815. február 23. – Miskolc, 1894. január 6.) orvosdoktor, egészségügyi tanácsos, a Ferenc József-rend tulajdonosa, a Borsod megyei orvosegyesület tiszteletbeli elnöke, Kun Bertalan református püspök bátyja.

## Életrajz
A gimnáziumot, bölcseleti osztályt és a teológia négy évét Miskolcon végezte; a két utóbbi évben az ottani líceumban köztanítónak is alkalmazták; innét a sárospataki főiskolába ment a teológiai tudományok folytatására. Mint hatéves teológus és végzett jogász, mégis az orvosi pályára szánta el magát és a Pesti Egyetemre ment, hol nyelvtani óraadással és cikkek írásával tartotta fenn magát. 1843. május 14-én orvosdoktori oklevelet nyert és 1843-44-ben a Pólya József elmekór magánintézetében mint segédorvos alkalmaztatott. Rövid ideig a bécsi s prágai egyetemet is látogatta. 1846-ban Miskolcon telepedett le s ezen évben Borsodmegye tiszteletbeli főorvosának neveztetett ki. Az 1848–49-es forradalom és szabadságharc alatt a Miskolcon 3000 betegre rendezett kórházban a belügyminiszterium által osztály- majd igazgató főorvossá, 1849-ben a minisztérium egészségügyi osztályában titkárrá neveztetett ki. 1858-ban a tiszalöki orvosi állomást fogadta el, hol egy évig működött; innét a szomszéd Szentmihályba, mint a Dessewffy Emil gróf uradalmi orvosa, tette át lakását. 1860-ban Borsodmegye Mezőcsát községébe költözött második főorvosnak; 1861 őszén a megye első főorvosa lett. A magyar belügyminiszter által 1866-ban az egészségügy rendezése tárgyában összehívott szakértő értekezletnek tagja volt és a közegészségügyi törvények szerkesztésében közreműködött. 1868-ban, 1871-ben és 1874-ben az Országos Közegészségi Tanács tagjává, 1872. augusztus 31-én pedig királyi törvényszéki orvossá neveztetett ki a miskolci törvényszék területén. 1878-ban Miskolc városa egyik orvosának választotta meg.

## Írásai
Cikkei az Athenaeumban (1838. I. Régi egyiptusi erkölcsök, 1839. költ., 1841. Óvás, A természettudomány mint mívelődés eszköze); a Tudom. Gyűjteményben (1840. X. A nevelőben megkivántató tulajdonok föltételek); a Közleményekben (1841. A szenvedélyek különbségének magyarázata élettani törvények szerint, Az izlés minőségének befolyása az ember jellemére s egészségére); a Tudom. Tárban (1841. Mi az álomkórság? Mi az állati delejesség? 1844. A táplálás és légzés vegyfolyama Liebig után); a Közleményekben (1841. A szenvedélyek különbségének magyarázata élettani törvények szerint); az Orvosi Tárban (1841. A gyomorgörcs ellen fojtósavas bátrag, mitras bismuthi, mint különszer, Pálinkaiszákosság kártékony befolyása az állati és tengéletre, 1842. Májfoltok, Nyirkedénylob, inflammatio vasarum lymphaticarum, 1847. Az orvosszemélyzeti orvosok számára fölállítandó nyugdíjintézet jótékonysági elven alapuló egyszerű terve, Kaczander orvossal együtt, 1848. Tájékozás honunk orvosügye körül jelen forradalom idején, Fölszólítás a két testvérhaza orvosaihoz, az orvosi kar által elfogadott álladalmi orvosi ügyreform tervezetének mint taglalása s módosítása iránt, Az orvoskar által elfogadott orvosügyi reformterv taglalatának folytatása s vége); a Gazdasági Tudósításokban (1841–1842. A szántóföld legközelebbi s egyszersmind legfontosabb létrészei természet- s vegytani tekintetben); a Magyar Gazdában (1842. Azon ártalmak, fogyatkozások és néhány betegségek, melyeknek a gyümölcsfák kitétetvék?); az Orvosi Hetilapban (1858. Borsodi levelek, A hurutár, 1859. A védhimlő-beoltás ügyében, Méhrák, magzatelrothadás, a magzat csontjainak végbélben kiürülése, Nevezetesebb kóresetek: Pokolvar, mérgezés, maszlagos redőszirom magvaival, agyrázódás, cholera, gyermekügyi őrjöngés, Uj pálya s uj tér, 1860. Közlemények a magángyakorlatból, Gümősvérköpés terhes nőnél a hetedik hónapban, 1861. Jobboldali mellhártya és májlob, A megyei főorvos tisztikara, mutatv., Agyhűdés 1862. Gyomorrák, kórrajz, 1866. Kivonat Borsodmegye főorvosa 1865. jelentéséből, 1867. Szükséges-e, hogy a miniszterium hazánk közegészségi ügyeinek vezetésében most valami változást tegyen); a Vasárnapi Ujságban (1858. Az ajnácskői fürdő, nyilt levél, b. Kemény Gábor úrhoz Nagy-Enyeden, Van-e szükség az ismételt beoltásra? 1859. Mikép táplálkozik az emberi test? Mit kell tenni a holttest körül temetésig? Milyennek kell lenni egy jó fürdőintézenek? A mérges növényeket népiskolákban is kellene ismertetni, 1864. Az ajnácskői fürdő); a Gyógyászatban (1861.) Indítvány a Borsodmegyében fölállítandó egészségügyi bizottmány tárgyában, 1863. Tiszttársi szózat a két magyar haza megyéinek főorvosaihoz és: Javaslat orvosrendőri szempontból orvosok, gyógyszerészek és szerárusok irányában, 1864. Az állam és orvosok közti viszony, 1865. Elnöki megnyitó beszéd a borsodi orvos-gyógyszerész-egylet fölavatási ünnepélyen, Törvényszék orvosi vélemény P. J. gyujtogatással vádolt egyén elmebeli állapota fölött, 1867. Az államorvostan és hatóságnak az élelmi szerekre való felügyelete, Hasonszenvi gyógymód és az ezzel járó indispensatiója a szereknek, 1869. A gyógytudomány folytonos fejlődésének tényezői honunkban); a Honban (1866, 101. sz. A hazai egészségügy tárgyában); az Államorvosban (1869. A színlett betegségek, 1872. Szabályzat a törvényszék-orvosi eljárás rendszerére nézve a miskolczi kir. törvényszék területén, 1873. Három hajszál a törvényszék előtt, 1874. Az országos közegészségi tanácsnak a közegészség rendezését tárgyazó törvényjavaslatára észrevételek és újabb czikkely-javaslatok); a Közegészségi és törvényszéki Orvostanban (1867. Törvényjavaslat Magyarország közegészségi s orvosi ügyének rendezésére, 1873. Szabályzat a törvényszéki orvosi eljárás rendezésére, 1883. Halál fojtás által); a m. orvosok és természetvizsgálók Munkálataiban (XXII. 1882. Az antiseptikus sebgyógykezelés befolyása a törvényszéki orvosi eljárásnál és igazságszolgáltatásnál); a Borsodmegyei Lapokban (1885. 97. sz. A gömörmegyei közkórház alapítása leírása, berendezése, élelmezése) stb.

## Munkái
- Orvostudori értekezés. A homoeopathia mint áltan vázlatokban. Pest, 1843
- Sebészség, melyet előadási kézikönyvül kiadott Chelius M. J. heidelbergi tanár A negyedik kiadás után fordította. Buda, 1844 (A IV. kötetet fordította.)
- A megyei főorvos tiszti köre. Miskolcz, 1863. Hat táblával.
- Magyarország közegészségi és orvosi ügynek rendezése javaslati czikkekben. A tiszti orvosok működését szabályozó rendeletekkel, Pest, 1869 és 1870
- Magzat elhajtás. Bpest, 1883 (Különnyomat az Orvosi Hetilapból.)
- A körülmetélés az izraelitáknál. Uo. 1884 (Különny. az Orvosi Hetilapból.)
- Magyarország közegészségügyi közigazgatásáról. Uo. 1890 (Különny. a Közegészségügyi Szemléből.)